# Syntrita
Syntrita is een geslacht van vlinders van de familie van de grasmotten (Crambidae), uit de onderfamilie van de Spilomelinae. De wetenschappelijke naam van dit geslacht is voor het eerst voorgesteld door Paul Dognin in een publicatie uit 1905. Dognin beschreef ook de eerste soort uit het geslacht, Syntrita umbralis uit Ecuador, die als typesoort is aangeduid.

## Soorten
- S. fulviferalis (Dognin, 1912)
- S. leucochasma (Hampson, 1912)
- S. monostigmatalis (Dognin, 1912)
- S. nimalis (Schaus, 1924)
- S. prosalis (Druce, 1895)
- S. umbralis Dognin, 1905